# República Democrática Moldava
La República Democrática Moldava (en rumano: Republica Democratică Moldovenească) fue un Estado proclamado el 2 de diciembrejul./ 15 de diciembre de 1917greg. por el Sfatul Tarii (Consejo Nacional) de Besarabia. Su capital era Chisináu y su presidente Ion Inculeț. El 6 de febrero de 1918 proclamó oficialmente su independencia de Rusia y el 9 de abril fue anexada oficialmente al Reino de Rumania, evento ratificado internacionalmente en el Tratado de París del 28 de octubre de 1920. Besarabia permaneció en poder rumano hasta que fue anexada durante la ocupación soviética de Besarabia y el norte de Bucovina en 1940, proclamándose la República Autónoma Socialista Soviética de Moldavia en los territorios de población rumana entre los ríos Dniéster y Prut.